# 前8年
| 千纪： | 前1千纪                                                                                             |
| 世纪： | 前2世纪 \| 前1世纪 \| 1世纪                                                                         |
| 年代： | 前30年代 \| 前20年代 \| 前10年代 \| 前0年代 \| 0年代 \| 10年代 \| 20年代                            |
| 年份： | 前13年 \| 前12年 \| 前11年 \| 前10年 \| 前9年 \| 前8年 \| 前7年 \| 前6年 \| 前5年 \| 前4年 \| 前3年 |
| 纪年： | 西汉绥和元年                                                                                        |

## 逝世
- 孝成許皇后，許氏，漢成帝元配皇后。後被廢。